# Erde an Zukunft
Erde an Zukunft (Eigenschreibweise ERDE AN ZUKUNFT) ist eine Kinderwissenssendung mit dem Schwerpunkt Zukunftsdebatte, die von 2012 bis 2020 von KiKA, dem Kinderkanal von ARD und ZDF, produziert wurde. Moderiert wurde die Sendung von dem MDR-Moderator Felix Seibert-Daiker. Als ab 2021 die Sendung Team Timster den 15-minütigen Sendeplatz am Sonntag um 20:00 Uhr einnahm, wurde Erde an Zukunft auf den Sendeplatz am Sonntag um 8:20 Uhr verlegt.

## Zukunftsmacher
Bei Erde an Zukunft gibt es in jeder Sendung etwa bei der Hälfte der Zeit die Rubrik „Zukunftsmacher“. In dieser werden etwa 3-minütige Filme mit jungen Menschen ausgestrahlt, die sich für ihre Zukunft einsetzen.

## Struktur
Alle Folgen von Erde an Zukunft folgen zumeist einem klaren Muster. Am Anfang der Sendung ist ein Jugendlicher bzw. ein Kind zu sehen, das äußert, wie es sich die Zukunft wünscht oder vorstellt.
Dann folgt ein Block mit Moderator Felix Seibert-Daiker im Studio. Dieser erklärt und erläutert etwas, welches das angefangene Thema des Kindes am Anfang weiter ausführt. Als Nächstes wird ein in der Regel circa fünf Minuten langes Video gesendet, in dem sich Felix Seibert-Daiker mit einem anderen Projekt auseinandersetzt, das auch etwas mit Zukunft zu tun hat. Dieser Teil beinhaltet oft ein Interview.
Zum Ende der Sendung hin folgt die Rubrik „Zukunftsmacher“. In diesem abschließenden, meist etwa drei Minuten langen Film, wird das Kind vom Anfang ausgegriffen, das näher erläutert, was es dafür tut, dass die Zukunft so wird, wie es sich sie vorstellt.